# Баркла, Чарлз Гловер
Чарлз Гло́вер Ба́ркла (англ. Charles Glover Barkla; 7 июня 1877 — 23 октября 1944) — английский физик, лауреат Нобелевской премии по физике 1917 года.

## Биография
Родился в городке Уиднес в северо-английском графстве Ланкашир (в данный момент город входит в графство Чешир) в семье служащего химической компании.

### Образование
- Учился в Ливерпульском институте, частной школе для мальчиков, и Ливерпульском университете.
- После получения магистерского диплома по физике в 1899 году по руководством Оливера Лоджа он получил исследовательскую стипендию в Кавендишской лаборатории в Кембриджском университете.

### Работа
- С 1899 по 1902 год — работал под руководством Дж. Дж. Томсона.
- В 1909 году — профессор физики Королевского колледжа в Лондонском университете.
- В 1913 году — переехал в Эдинбург и начал заведовать кафедрой натурфилософии в Эдинбургском университете, которой руководил до самой смерти.

### Семья
- В 1907 году — женился на Мэри Эстер Коуэлл. У них родились два сына и дочь.

## Научный вклад
Уже в 1902 году Баркла занимался рентгеновским излучением. Он открыл характеристическое рентгеновское излучение химических элементов и флюоресцентную составляющую рассеянного рентгеновского излучения. Также он обнаружил поляризацию рентгеновского излучения, что имело большое значение для осознания рентгена в качестве электромагнитного излучения. В 1917 году он получил Нобелевскую премию по физике «за открытие характеристического рентгеновского излучения элементов».

## Память
В 1979 году Международный астрономический союз присвоил имя Чарлза Гловера Барклы кратеру на видимой стороне Луны.